# Fehér-Nyikó
A Nyikó vagy Fehér-Nyikó (románul: Feernic, más névváltozattal Nicoul Alb) folyó Romániában, Hargita megyében.

## Leírása
A  Nyikó patakot a felső és középső szakasza mentén a helyi lakosság csak Nyikónak, míg az alsó folyásán Fehér-Nyikó néven nevezi, amely elnevezést a partján található fehér földről (szénsavval vegyült mészföld, melynek egyik faja a kréta is) kapta.
A Nyikó patak Farkaslaka fölött, a 650 m tengerszint feletti magasságban levő vulkáni platón ered a Veres Máté nevű helyen, a Nyikó feje nevű hegyből. Székelyszentlélek lakosai ezzel szemben az oroszhegyi határ Magyaró nevű havasának Tóthordád nevű kútjából eredeztetik (Vofkori 1998), majd Székelykeresztúr közelében folyik a Nagy-Küküllőbe.
A Nyikó vízgyűjtő területe 190 km2, teljes hossza 33 km.

## Nagyobb mellékvizei

### Bal oldali mellékpatakai
- Telekság-pataka (Telecşag) – Nyikómalomfalvánál
- Köves-patak (Málnásnak is nevezik) – Székelyszentmihálynál

### Jobb oldali mellékpatakai
- Gada-pataka – Malomfalva és Székelyszentmihály között
- Szalon-pataka – Székelyszentmihályon
- Konyha-pataka (Femeşul) – Kobátfalvánál
- Alba-patak – Siménfalvánál

## Települések a folyó mentén
- Farkaslaka (Lupeni)
- Székelyszentlélek (Bisericani)
- Nyikómalomfalva (Morăreni)
- Székelyszentmihály (Mihăileni)
- Kobátfalva (Cobătești)
- Nagykadács (Cadaciu Mare)
- Kiskadács (Cadaciu Mic)
- Siménfalva (Șimonești)
- Rugonfalva (Rugănești)

2005 nyarán egy esőzés következtében óriásira duzzadt vízhozama 15 perc alatt letarolta Farkaslaka és Nyikómalomfalva több, a medernél fekvő házát. A természeti jelenségnek halálos áldozatai is voltak.